# Batalla de Pitahaya
La Batalla de Pitahaya tuvo lugar en 1875 en las inmediaciones de Pitahaya en el estado de Sonora, México, entre elementos del Ejército Mexicano, al mando del coronel José J. Pesqueira y elementos del ejército yaqui comandados por Cajeme durante la Guerra del Yaqui.
En 1875, de acuerdo con los registros del Ejército Mexicano, surgió una insurrección Yaqui que obligó al gobernador José J. Pesqueira a enviar una columna militar compuesta de 500 soldados desde el oeste de la nación Yaqui. 
Las fuerzas federales se encontraron en la localidad yaqui de Pitahaya con una fuerza yaqui estimada a 1500 hombres. El enfrentamiento fue notificado por Pesqueira como una victoria mexicana asegurando la muerte aproximada de unos 60 yaquis. 
Este fue el primer ataque a gran escala organizado por la resistencia yaqui desde principios de 1830. La fuerza Yaqui fue comandada por José María Leyva, quien había sido nombrado por el gobernador Pesqueira en 1874 a ser Alcalde Mayor de las ciudades Yaqui con el fin de mantener la paz. Cajeme, como era conocido por los Yaquis, había tenido el grado de capitán en el Ejército Mexicano y en la Batalla de Pitahaya se hizo evidente que había decidido dedicar su experiencia militar con el fin de llevar a la tribu al combate.